# Forgotten Legends
Forgotten Legends è il primo album in studio del gruppo musicale black metal ucraino Drudkh, pubblicato nel 2003.

## Tracce
1. False Dawn – 15:57
2. Forests in Fire and Gold – 8:55
3. Eternal Turn of the Wheel – 11:44
4. Smell of Rain – 2:46

## Formazione
Gruppo
- Thurios - voce, tastiere
- Roman Saenko - chitarra, basso

Ospiti
- Yuriy Sinitsky - batteria